# S/S Yongala
S/S
Yongala var ett ångdrivet passagerarfartyg som byggdes år 1903 på Armstrong Whitworth i Storbritannien åt 
Adelaide Steamship Company. Fartyget sjönk den 23 mars 1911 utanför Queenslands kust. Samtliga 122 personer ombord miste livet. Det är en av Australiens värsta fartygskatastrofer i fredstid.
Yongala lämnade Southampton den 9 oktober 1903 och anlände till Port Adelaide den 30 november samma år. Hon sattes in på en rutt mellan Fremantle och Sydney via Adelaide och Melbourne. Vintertid trafikerade hon en rutt mellan Melbourne och Cairns.
Den 17 mars 1911 lämnade Yongala Sydney på sin resa mot Fremantle och sex dagar senare råkade hon ut för en tropisk cyklon i närheten av Townsville och försvann. År 1958 hittades fartyget av några lokala fridykare efter att ha varit försvunnet i nästan femtio år.

## Eftermäle
Yongala är ett populärt mål för dykare med mer än 10 000 besök varje år. Det välbevarade skeppsvraket ligger på 30 meters djup inne i Stora barriärrevets nationalpark omkring 
90 kilometer sydost om Townsville. Det är täckt av koraller och 122 fiskarter har identifierats på platsen.